# Ither von Gaheviez
Ither von Gaheviez ist eine Sagengestalt und literarische Figur, die in Wolframs von Eschenbach höfischen Roman Parzival eine Rolle spielt. Ither von Gaheviez wurde aufgrund seiner mit rotem Samt geschmückten Rüstung auch der Rote Ritter genannt. Der mittelalterlichen Parzival-Sage nach war Ither von Gaheviez ein Ritter am Hof von König Artus.

## Sage
Ither war der König von „Cucumerland“ oder „Gaheviez“. Erstmals wird er von Hartmann von Aue als einer der Ritter von König Artus erwähnt. Bei Wolfram von Eschenbach übernimmt er die Rolle des Roten Ritters aus Chrétien de Troyes „Parzival“.
Zunächst war er der Gutsherr von Parzivals Onkel Trevrizent, ehe er ein edler Ritter der Tafelrunde wurde. Er war sowohl der Cousin von Artus und Parzival als auch der Liebhaber von Parzivals Tante Lamiere. Ither ging nach Nantes zu König Artus, um Anspruch auf seine ererbten Ländereien zu erheben, aber versehentlich beleidigte er diesen, weil er während eines Festessens Wein in den Schoß der Königin Guinevere verschüttete. Obwohl dieses Missgeschick ohne Absicht erfolgte, verließ Ither den Hof und blieb auf dem Blachfeld vor der Burg. Dem vorbeiziehenden jungen Parzival gibt er den Auftrag, König Artus auszurichten, er warte auf den Ritter, der mit ihm um den goldenen Becher kämpfe, mit dem ihm das Missgeschick passierte. Parzival bewundert und begehrt Ithers rote Rüstung, woraufhin Artus’ Seneschall Keie Parzival rät, die Rüstung von Ither einzufordern. Parzival kehrt zu Ither zurück, der sich weigert, Parzivals Wunsch nachzugeben und darauf hinweist, dass Artus ihm mit der Rüstung auch das eigene Leben übergeben habe. Der nur mit einem Speer für die Wildjagd ausgerüstete Parzival tötet den vollgerüsteten, und hoch zu Ross einen würdigen Gegner erwartenden, Ither mit einem gezielten Wurf des Sauspeers in Ithers Visier. Mit Hilfe von Ginovers herbeigeeiltem Knappen Iwanet legt Parzival sich Rüstung und Schwert an. Der Beiname „Roter Ritter“ wird ihm von seinem Lehrmeister Gurnemanz gegeben, auf den er als nächsten treffen wird. Den Leichnam Ithers lässt Parzival entgegen jeder ritterlichen Regel auf dem Feld liegen. Ginover wird Iwanet anweisen, diesen nach Nantes zu bringen, damit er standesgemäß bestattet werden kann.